# Natalja Kuziutina
Natalja Jurjevna Kuziutina (ryska: Наталья Юрьевна Кузютина), född den 8 maj 1989 i Brjansk, är en rysk judoutövare.
Hon tog OS-brons i de olympiska judo-turneringarna vid olympiska sommarspelen 2016 i Rio de Janeiro i damernas halv lättvikt. Vid olympiska sommarspelen 2020 i Tokyo besegrade hon Kristine Jiménez i den första omgången i halv lättvikt, men blev därefter utslagen i den andra omgången av Park Da-sol.